# École supérieure des sciences commerciales d'Angers

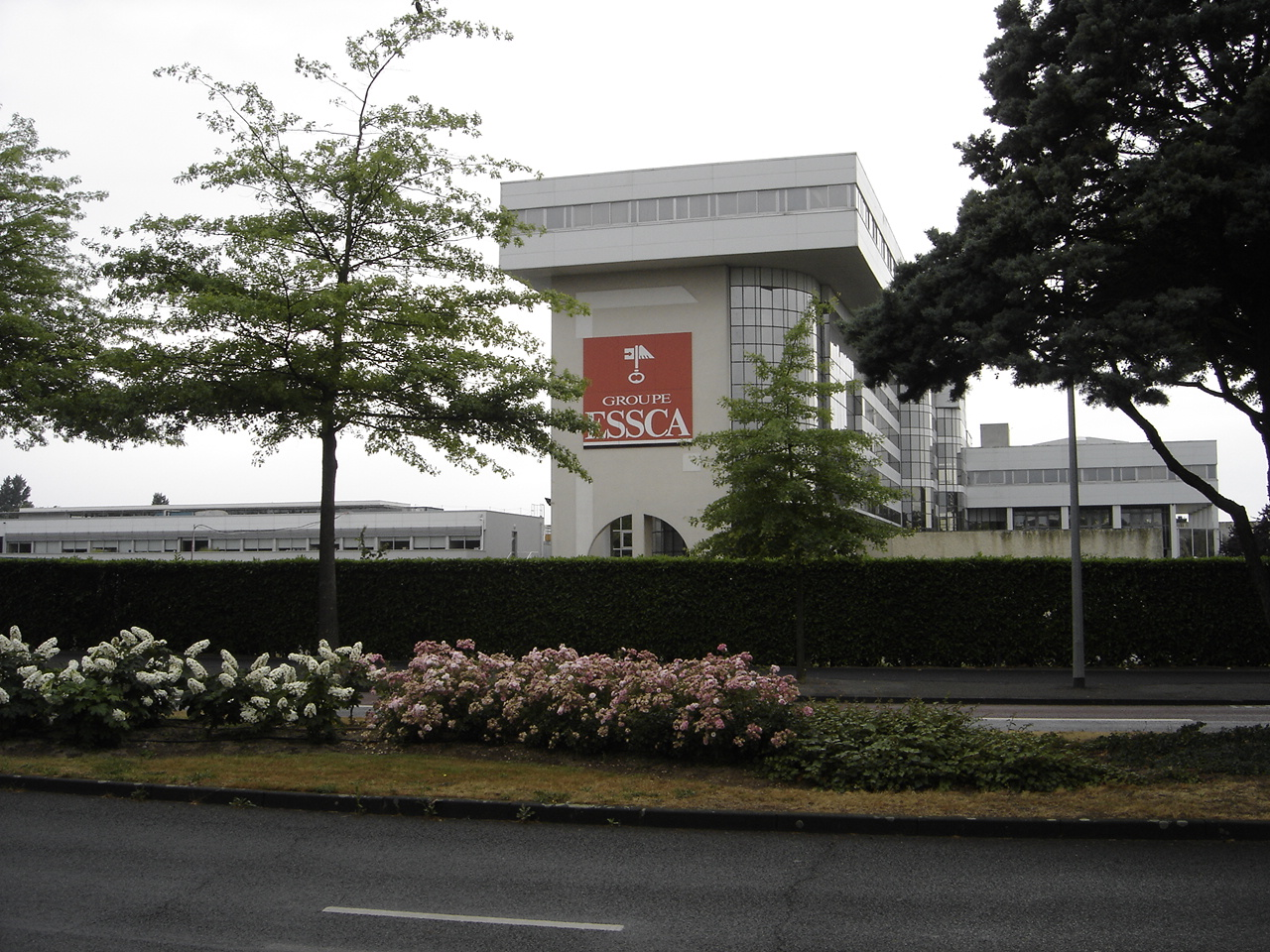
Obchodní škola Angers.

École supérieure des sciences commerciales d'Angers je evropská obchodní škola s kampusy (pobočkami) v Angers, Boulogne-Billancourt, Cholet, Lyonu, Bordeaux, Aix-en-Provence, Budapešti a Šanghaji. Škola byla založena v roce 1909.

## Popis
ESSCA je akreditovaná u třech mezinárodních organizací: EQUIS, AMBA, a AACSB. Škola má přibližně 15000 absolventů. Mezi významné absolventy patří Louis le Duff (ředitel společnosti groupe Le Duff) a Dominique Schelcher (ředitel společnosti Système U).

## Mezinárodní srovnání
V roce 2019 se program „Master in Management“ umístil na 63. místě v mezinárodním žebříčku deníku Financial Times.